# Бобровичское сельское поселение
Бобро́вичское се́льское поселе́ние — муниципальное образование в Ельнинском районе Смоленской области.
Административный центр — деревня Богородицкое.

## Географические данные
- Расположение: северная часть Ельнинского района
- Граничит:
  - на севере и северо-востоке — с Дорогобужским районом
  - на востоке — с Коробецким сельским поселением
  - на юго-востоке — с Пронинским сельским поселением
  - на юге — с Ельнинским городским поселением
  - на западе — с Рождественским сельским поселением
- По территории поселения проходит автомобильная дорога Р137 Сафоново — Рославль (с севера на юг).

## История
Образовано Законом Смоленской области от 20 декабря 2004 года.
Законом Смоленской области от 25 мая 2017 года в Бобровичское сельское поселение 5 июня 2017 года были включены все населённые пункты упразднённого Рождественского сельского поселения.

## Население
| 2007 | 2011 | 2012 | 2013 | 2014 | 2015 | 2016 |
| ---- | ---- | ---- | ---- | ---- | ---- | ---- |
| 761  | ↘568 | ↘552 | ↘535 | ↘501 | ↘500 | →500 |
| 2017 | 2018 | 2019 | 2020 | 2021 |      |      |
| ↘479 | ↗844 | ↘788 | ↘766 | ↗768 |      |      |

## Населённые пункты
В состав сельского поселения входит 32 населённых пункта:
| №  | Населённый пункт | Тип     | Население |
| -- | ---------------- | ------- | --------- |
| 1  | Амфилаты         | деревня | 20        |
| 2  | Бобровичи        | деревня | 11        |
| 3  | Богородицкое     | деревня | 135       |
| 4  | Волково          | деревня | 0         |
| 5  | Гаристово        | деревня | 94        |
| 6  | Добрушино        | деревня | 27        |
| 7  | Дядищево         | деревня | 2         |
| 8  | Жидкое           | деревня | 0         |
| 9  | Ивано-Гудино     | деревня | 147       |
| 10 | Измайлово        | деревня | 28        |
| 11 | Кондраты         | деревня | 21        |
| 12 | Кузнецово        | деревня | 4         |
| 13 | Лопатино         | деревня | 15        |
| 14 | Мухино           | деревня | 0         |
| 15 | Никитино         | деревня | 16        |
| 16 | Никифорово       | деревня | 2         |
| 17 | Новый Посёлок    | деревня | 0         |
| 18 | Петрянино        | деревня | 14        |
| 19 | Регово           | деревня | 0         |
| 20 | Рождество        | деревня | 23        |
| 21 | Ромашково        | деревня | 3         |
| 22 | Селибка          | деревня | 2         |
| 23 | Старое Устиново  | деревня | 129       |
| 24 | Топорово         | деревня | 16        |
| 25 | Ушаково          | деревня | 33        |
| 26 | Фёдорово         | деревня | 8         |
| 27 | Фенино           | деревня | 22        |
| 28 | Фенино           | деревня | 163       |
| 29 | Хлысты           | деревня | 21        |
| 30 | Холмец           | деревня | 8         |
| 31 | Черемисино       | деревня | 14        |
| 32 | Чужумово         | деревня | 48        |

### Упразднённые населённые пункты
- Митино

## Местное самоуправление
Главой администрации является Малахова Раиса Николаевна.

## Экономика
2 школы, 3 дома культуры, 2 сельхозпредприятия.